# Carmel de Bethléem

Le Carmel de Bethléem est un monastère de carmélites fondé en 1876 par Mariam Baouardy à Bethléem sur la colline de David.

## Histoire
Le 20 août 1875, dix carmélites dirigées par Véronique de la Passion laissent leur monastère de Pau pour entreprendre la fondation d’un Carmel à Bethléem. Parmi elles, Sœur Marie de Jésus Crucifié (Mariam Baouardy), la petite arabe, est l’âme de ce petit groupe. La bienfaitrice Berthe Dartigaux les accompagne durant le voyage. C’est Mariam, guidée par le Seigneur, qui désigne l’emplacement du futur Carmel, sur la colline de David, face à celle de la Nativité.
« Un signe du ciel avait été annoncé à sœur Marie de Jésus Crucifié pour marquer le site du futur monastère de Bethléem. Le 11 septembre , jour de la marche des carmélites de Jérusalem à Bethléem, la petite avait signalé un vol de pigeons qui s’était posé sur une colline déserte, à l’ouest. Le soir même, de la terrasse de la Casa Nova, elle indiquait l’endroit où le Seigneur voulait le carmel. Cette colline est séparée de celle de la Crèche par un profond ravin. Elle situe sur la ligne de partage des eaux entre la mer Morte et la Méditerranée. La brise y souffle constamment. La vue est de toute beauté vers la cité de David, le ras Beit Jala, le désert de Juda, dominé par l’Hérodion, et les monts de Moab. »
On posa la première pierre le vendredi 24 mars 1876, alors que la communauté habite dans une maison provisoire à proximité de la basilique. « Il ne faudra que huit mois pour faire le gros de l’oeuvre aux murs d’une épaisseur imposante ». La vie conventuelle est inaugurée le 21 novembre 1876 pendant que certains travaux se poursuivent. Mariam meurt avant leur achèvement, le 26 août 1878. Mariam voulut que l’autel soit situé juste au-dessus de la "grotte de David". « Cette colline, désignée par le ciel, était celle où avait vécu le petit David, où il gardait les brebis où il fut sacré roi par Samuel (1 Samuel 16) ».

## Galerie

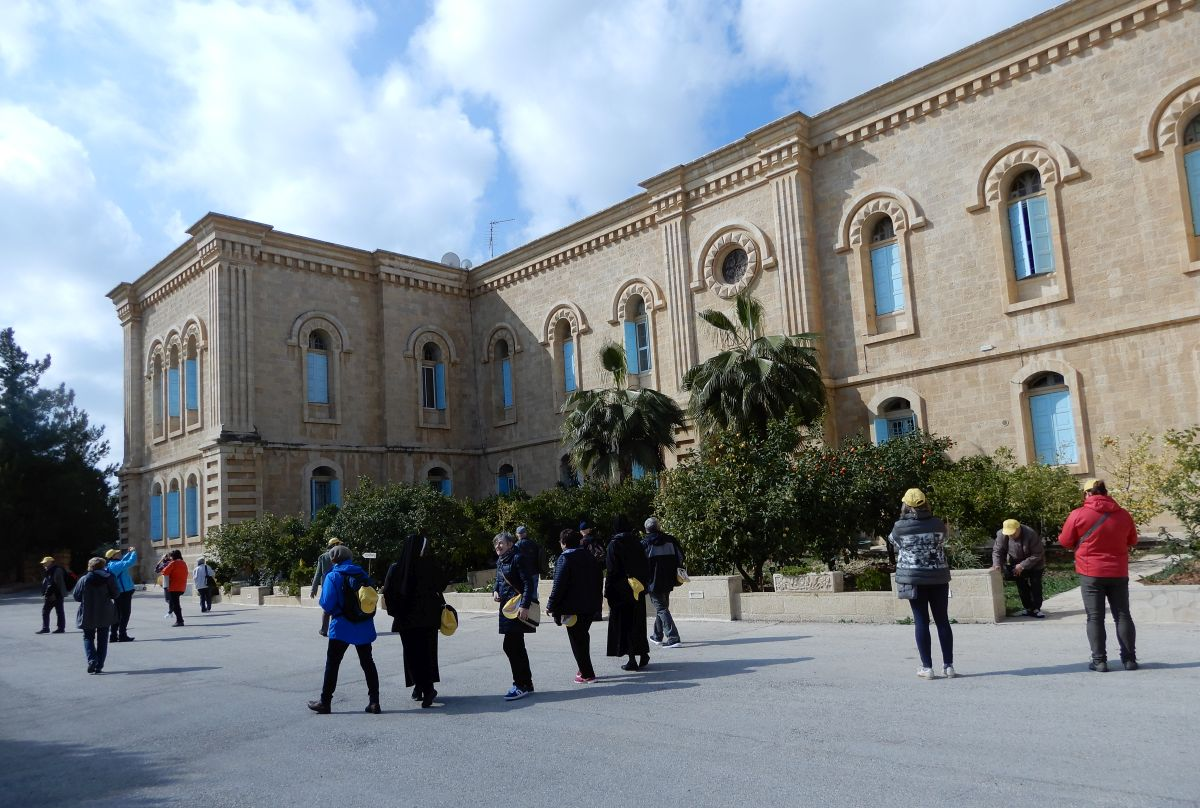
Couvent des aumôniers du Carmel
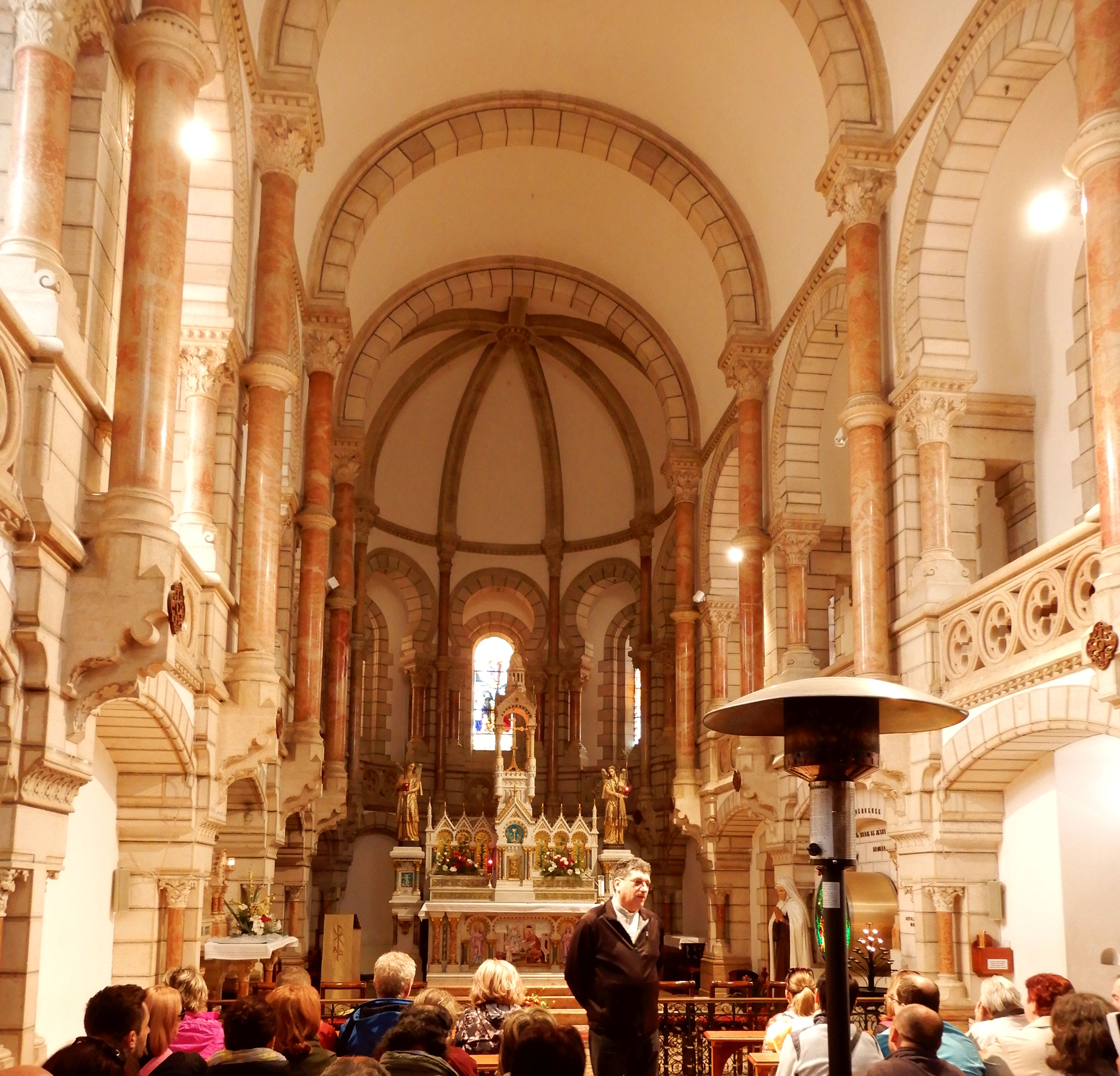
Eglise du Carmel
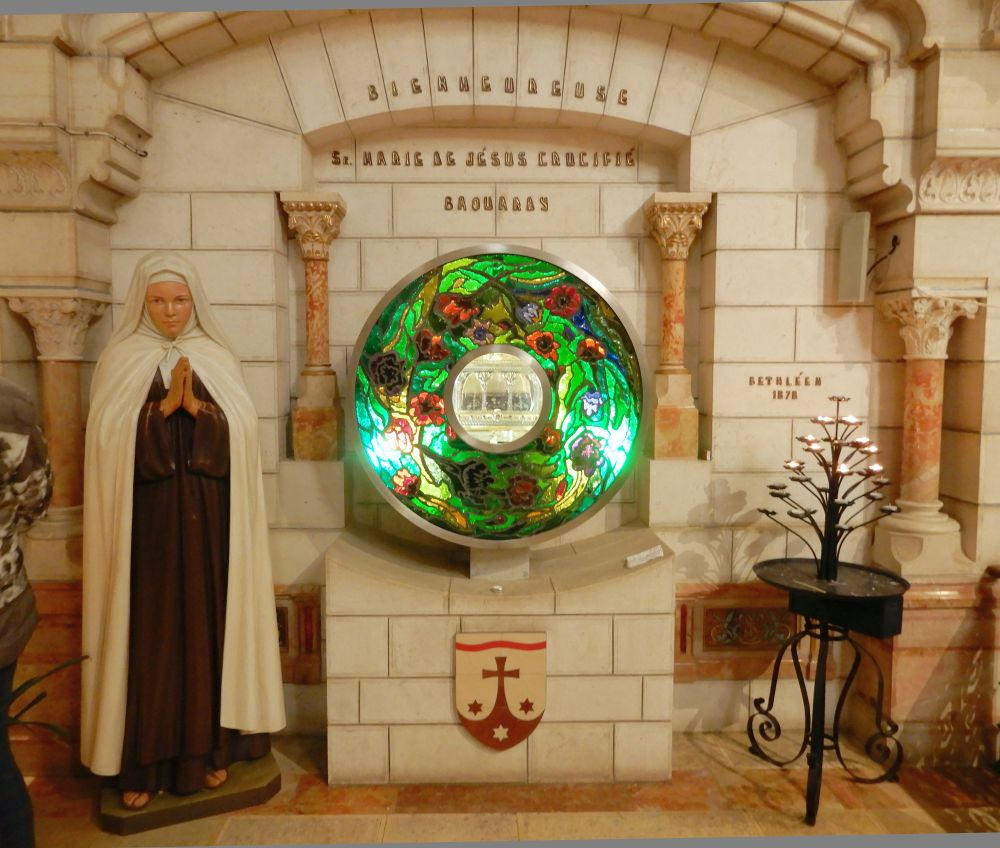
Tombeau de sainte Mariam Baouardy